# Дейша, Георгий Адрианович
Георгий Адрианович (Жорж) Дейша  (Georges Deicha; 1917—2011) — геолог и минералог,  известен  новаторской работой над флюидными включениями.

## Биография
Георгий Адрианович Дейша родился в 1917 году в Москве. Сын известного ученого-гидравлика Адриана Васильевича Дейши и Елены Альбертовны Дейши, урожденной Репман, более известной под писательским псевдонимом Георгий Песков. 
В 1924 году его отца, профессора Института путей сообщения, направили в командировку в Париж, куда он отправился со всем семейством, и в Советскую Россию не вернулся. Георгий Дейша учился в Париже в Сорбонне, где он начал изучать кристаллизацию гипса в Парижском бассейне и написал кандидатскую диссертацию на эту тему. Продолжая свои исследования, он начинает заниматься изучением и интерпретацией первичных флюидных включений в минералах и горных породах, темой, которая тогда была очень мало развита.

## Научная карьера
В  Лаборатории прикладной геологии Парижа он разработал различные технические средства для выявления, наблюдения и анализа включений, такие, например, как раздавливание под микроскопом. В 1960 году на Международном геологическом конгрессе в Копенгагене Дейша совместно с Эдвином В. Роддером (США) и Николаем П. Ермаковым (СССР) создал комиссию по рудообразующим жидкостям во вложениях (COFFI). В 1962 году,  он участвовал в разработке электронной фрактографии. Термин «методика Дейши» используется и сейчас, в частности, в русской технической литературе. Георгий Дейша был избран Почетным членом Российского общества минералогии и кристаллографии в 1999 году.
Столетие со дня рождения Георгия Дейшы было отмечено в 2017 году в Нанси на Европейской двухгодичной конвенции о включении флюидов ECROFI и в различных публикациях

## Художественная деятельность

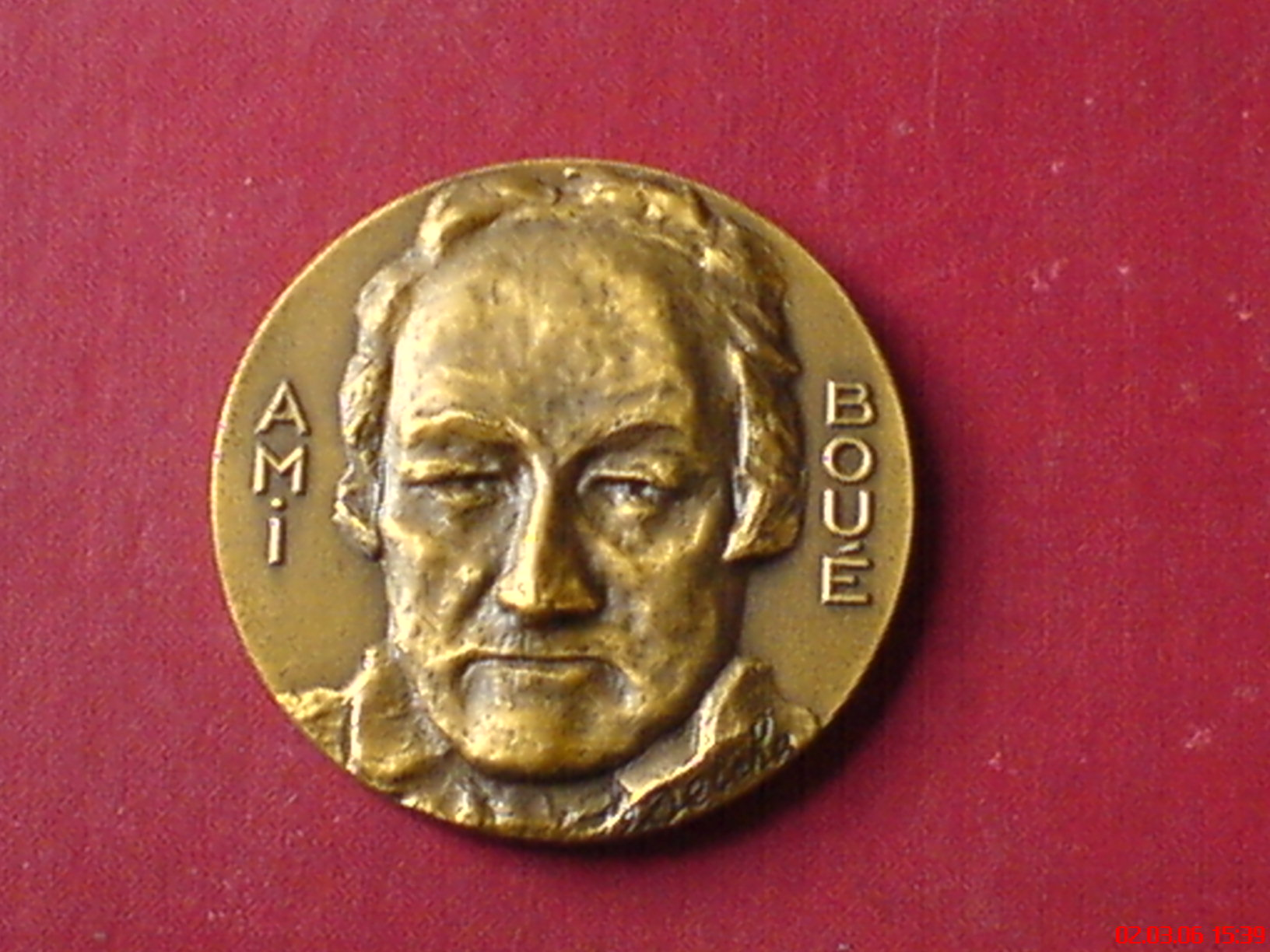
медаль Французского геологического общества

Георгий Дейша  помимо научной деятельности увлекался барельефной скульптурой. Известны медали его работы с профилями  В. Агафонова, П. Милюкова, также прообразами для барельефов стали Леон Бертран, Ами Буэ, Луи Баррабе, Пьер Прево, Раймонд Фюрон. Большинство этих медалей чеканились в качестве наград Французского геологического общества .